# Engels Gemenebest
Het Engelse Gemenebest (Engels: Commonwealth of England) was de naam van Engeland tijdens een korte periode waarin het land onder republikeins bestuur stond (1649-1660). In 1653 werd Ierland geannexeerd, in 1654 Schotland. Het parlement riep op 19 mei 1649 het Gemenebest uit, maar na enkele jaren namen de militaire opperbevelhebber Oliver Cromwell en zijn puriteinse New Model Army de leiding over. Cromwell had een goddelijke reformatie voor ogen en wilde desnoods militair zijn puriteins-protestantse opvattingen opleggen aan het Gemenebest. Veel formules werden uitgeprobeerd, maar het werden allemaal mislukkingen. Na de dood van Cromwell werd de monarchie van het Huis Stuart hersteld. 

## Gemenebest van Engeland (1649-1653)

### Rump Parliament
Na de Engelse Burgeroorlog en de terechtstelling van koning Karel I van Engeland bleef het Rump Parliament in functie. Op 14 februari 1649 duidde het parlement een Staatsraad aan als uitvoerend orgaan. Op 19 mei 1649 passeerde de belangrijke Act Declaring and Constituting the People of England to be a Commonwealth and Free-State. De wet verklaarde dat Engeland voortaan een Gemenebest en Vrijstaat was. Het parlement was de hoogste autoriteit van de natie. Ze zouden officieren en ministers aanduiden onder hun gezag. De monarchie en het Hogerhuis werden afgeschaft. De echte macht berustte echter bij het New Model Army. In de strijd tussen parlement en leger was het leger dominant.
De Levellers waren een dissidente strekking die heel wat sympathie genoot in het New Model Army. Hun streven was gericht op maatschappelijk en politiek egalitarisme. Zij eisten algemeen stemrecht voor een soeverein parlement. Ook vroegen ze erkenning voor grondrechten als gewetensvrijheid en gelijkheid voor de wet. Op 14 mei 1649 sloeg Oliver Cromwell de muiterij van de Levellers definitief neer in Burford. Cromwell en zijn generaals hebben de Levellers met succes weggezuiverd uit het leger. Voor hen betekende politieke macht geven aan de meerderheid van de bezitlozen het einde van het eigendomsrecht en dat was ondenkbaar. Stemrecht was toen in het algemeen voorbehouden aan wie landeigendom had ter waarde van een onbeduidende 40 shilling. Cromwell en het Instrument of Government zouden later de vereiste tot 200 pond eigendom verhogen voor de kiezers van het Protectoraat. Het electoraat werd vernauwd.
Op 19 mei 1649 riep het Rump Parliament het land uit tot Gemenebest en Vrijstaat van Engeland. Het koninkrijk werd een republiek. Het parlement was in theorie de hoogste autoriteit van de natie. Zij zouden de officiers en ministers aanduiden. Het koningschap, het Hogerhuis en de prerogatieve rechtbanken werden afgeschaft. De bisschoppelijke hiërarchie moest eraan geloven. Voor de rest werd er weinig betekenisvolle wetgeving gestemd in deze conservatieve vergadering. Sommigen bleven geloven in een vorm van monarchische staatsvorm. De independentisten waakten erover dat er geen staatskerk ingesteld werd. De landadel verdedigde de belangen van het bestaand landeigendom. Ze betaalden met tegenzin de belastingen om vooral het leger te financieren. Van 1649 tot 1651 was Oliver Cromwell actief in de Derde Engelse burgeroorlog. In juni 1650 was Cromwell opperbevelhebber van het leger geworden. Na de slag bij Worcester van 3 september 1651 was het Gemenebest veilig. Geen royalisten, Schotten of Ieren om roet in het eten te gooien.
Het Rump Parliament stemde een Blasphemy Act in april 1650 en zette de doodstraf op overspel in de Adultery Act van mei 1650. In september 1650 kwam de Toleration Act die de wetten introk die het bezoek aan een nationale kerk afdwongen. De MPs stemden ook wetten over het onderdrukken van religieus non-conformisme. Die religieuze onverdraagzaamheid was niet naar de zin van diegenen die religieuze vrijheid wilden promoten. Na de slag bij Worcester van 3 september 1651 probeerde Cromwell leden van het Rump Parliament te overtuigen om zich te ontbinden en nieuwe verkiezingen uit te schrijven. De Legerraad kwam samen op 2 augustus 1652 en vroeg een vervroegde ontbinding en nieuwe verkiezingen. Na achttien maanden was het geduld van Cromwell op.
Op 20 april 1653 ontbonden Cromwell en de Legerraad het Rump Parliament met geweld. Het parlement werd door musketiers uiteengedreven. Cromwell stuurde kwaad het Rump Parliament naar huis met de woorden: “Gij hebt hier lang genoeg gezeten zonder iets goeds tot stand te brengen – ga, zeg ik u, in godsnaam ga!” Cromwell en de Legerraad hadden weinig aandacht gegeven aan de toekomst. Ze waren meer geïnteresseerd in goddelijkheid dan in bestuursvormen. Cromwell had geen duidelijk idee wat hij nu moest doen.

### Assembly of Saints
Generaal Thomas Harrison, steunend op zijn overtuigingen van Fifth Monarchist, verklaarde dat een vergadering van ongeveer zeventig mannen zouden moeten gekozen worden door independentistische kerken. Hij baseerde zich op de sanhedrin van het Oude Testament die de Engelse wet zou kunnen vervangen door de wet van Mozes. Deze vergadering zou regeren tot Christus terugkwam naar de aarde en moest het volk winnen voor goddelijkheid. Cromwell deelde de ideologie van Harrison niet, maar ging wel akkoord dat de regering in de handen van goddelijke mannen moest liggen.
Op 4 juli 1653 werd de Assembly of Saints ingesteld. Congregationele kerken moesten vrome mannen voordragen, maar de aanduiding werd nauw in de handen van Cromwell en zijn officieren gehouden. Er waren in totaal 144 leden. Slechts vijftien zijn bekend als aangeraden door de verzamelde kerken. De sociale status was in het algemeen lager dan parlementen van die tijd. Het bevatte meer lagere adel. De grote meerderheid waren wel gentlemen. Royalistische pamfletten bespotten het als Barebone’s Parliament, maar de Londense lederverkoper Praise-God Barebone was niet typisch voor deze vergadering.
Goddelijke hervorming was de reden voor het bestaan van de Assembly of Saints. Zij bedreigden echter de verzoening van de conservatieve politieke opinie met de republiek. Veel bezittende gentlemen waren bang dat een sociale revolutie zou volgen die het eigendom en de privileges zou vernietigen. Ze vreesden aanvallen op het eigendomsrecht. Sommige leden toonden onverdraagzaamheid tegenover medeprotestanten. Ze vielen de vrijheid van religieus geweten aan. Op 12 december 1653 ontbond de Assembly of Saints zichzelf. Gematigde leden duwden een papier door getekend door tachtig leden om hun bevoegdheden terug te geven aan Cromwell en zijn officieren.

## Protectoraat (1653-1659)

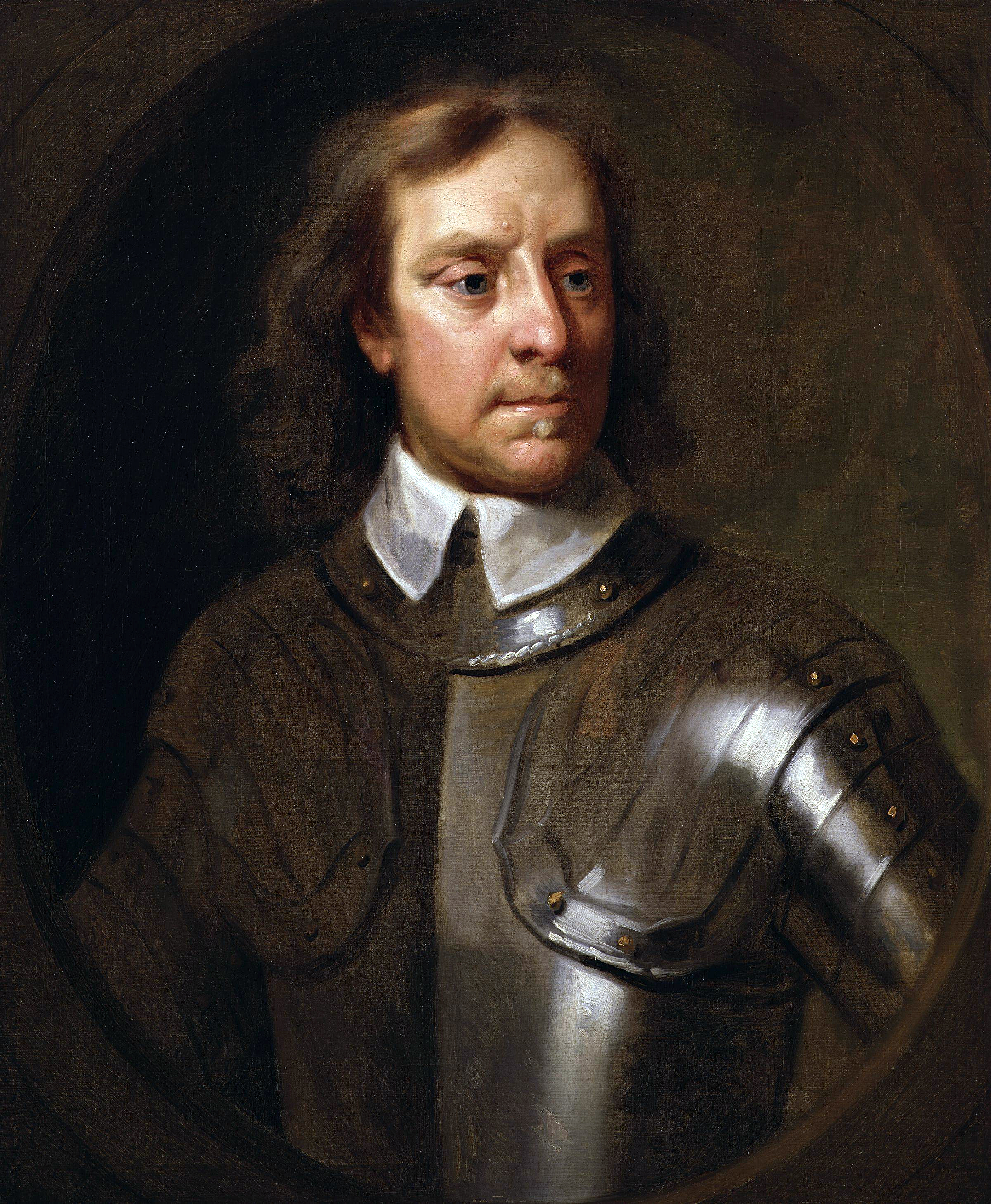
Oliver Cromwell

Generaal John Lambert had in de voorgaande weken geschreven aan een nieuwe grondwet om de Assembly of Saints te vervangen. Het werk van Lambert werd bekend als het Instrument of Government. Op 15 december 1653 nam de Legerraad dan maar helemaal de macht in handen en kondigde het Instrument of Government af. Het was de eerste geschreven grondwet van Engeland. Dit was een militaire grondwet. Op 16 december 1653 werd Oliver Cromwell ingezworen als Lord Protector, vandaar dat de bestuursvorm de naam Protectoraat kreeg. Cromwell was verplicht te handelen met en door de meerderheid van de Staatsraad die bestond uit 13 tot 21 leden, over wiens lidmaatschap hij weinig controle had. Het was de Staatsraad die rechters en alle andere burgerlijke magistraten selecteerde of verwijderde. Er zaten militairen in de Staatsraad, maar een duidelijke meerderheid waren burgers. Zij waren in essentie een groep van sterke calvinisten. Cromwell werd als Lord Protector gewoonlijk aangesproken met ‘Your Highness’. De Staatsraad werd gestileerd als een Privy Council. Cromwell en de Staatsraad hadden de dubbele taak om de steun van de traditionele heersende klassen van Engeland aan te trekken en de goddelijke reformatie door te voeren. Cromwell verlangde de steun van de Engelse landeigenaars en wilde het eigendom veilig stellen. Daarnaast wilde hij een confederatie van protestantse gemeenschappen maken, vooral independentisten, presbyterianen en baptisten. De nieuwe grondwet vertoonde een intens wantrouwen tegenover parlementen. Eerst, de Staatsraad had het recht om verkozen MPs uit te sluiten bij het begin van elke sessie. Tweede, de Lord Protector en de Staatsraad hadden het recht om wetgevend werk te verrichten, voordat het parlement samenkwam. Een aantal aanhangers van het Gemenebest en veel meer country gentlemen probeerde de ratificatie van het Instrument of Government tevergeefs te blokkeren. 

### Eerste Protectorate Parliament
Op 3 september 1654 startte het Eerste Protectorate Parliament. De Staatsraad sloot ongeveer tachtig MPs uit van de zitting. Cromwell en de Staatsraad hadden een aantal wetsvoorstellen voorbereid die ze door het parlement wilden loodsen. Veel MPs die in het Long Parliament en het Rump Parliament gezeten hadden, zaten nu ook in de Protectorate Parliaments. De MPs besteedden het meeste van hun tijd aan het aanvallen van het Instrument of Government, het leger en uiteindelijk ook Cromwell zelf. Spreker na spreker viel een van de hoofdkenmerken van het Instrument of Government aan: het delen van de macht tussen een enkele persoon en het parlement. Velen stelden voor dat de hoogste autoriteit alleen zou moeten liggen in het parlement. Ze gaven toe aan lange constitutionele debatten en discussies. Cromwell wilde het onderscheid tussen een enkele persoon en parlement behouden en zo zijn positie vrijwaren. MPs vreesden dat er sociale en politieke revolutie zou van komen. Geen enkele van de wetvoorstellen van Cromwell en de Staatsraad raakte door het parlement. Op 22 januari 1655 ontbond een woedende Cromwell het Eerste Protectorate Parliament na nog geen vijf maanden. Hij schold MPs uit, omdat ze geen rechtvaardige vrijheid aan goddelijke mensen van verschillende oordelen gegeven hadden. Het parlement had kansen om de goddelijk zaak te voltooien, weggegooid. Cromwell had een lange tijd geen zin meer om te helen en stabiliseren.

### Bestuur van de major-generals
In augustus 1655 kwam het major-generals experiment van de grond. Dit experimenteel bestuur van major-generals ontstond uit de discussies in de Staatsraad, geleid door generaal John Lambert. Het Gemenebest werd verdeeld in elf militaire districten. Aan het hoofd werd vanuit de Staatsraad een major-general aangesteld, een legercommandant van puriteinse strekking. De Lord Protector gaf zijn vrome officieren een grote macht. De major-generals moesten de regeringen van de provincies superviseren. In elke provincie werden ze bijgestaan door commissioners, veelal ijverige puriteinen. De major-generals moesten verantwoording afleggen tegenover Oliver Cromwell zelf. Deze fase illustreerde het best de ijzeren vuist van het Cromwelliaanse regime. 
Op 9 oktober 1655 werd een finale versie van instructies naar de major-generals gezonden. De nieuwe orders benadrukten dat de opdracht van de major-generals zowel het handhaven van de veiligheid als het opleggen van een goddelijke heerschappij was. De instructies voor de major-generals veranderden steeds meer in goddelijke heerschappij. Een elite van heiligen moest de leiding en de redding van een zondige mensheid op zich nemen. In dit moralistisch bewind van de major-generals werden de deugden aangemoedigd en de zonden onderdrukt. Cromwell beschouwde de major-generals vooral als agenten om de goddelijke reformatie te promoten. Voor de puriteinen was een zondagsheiliging van het grootste belang. De viering van kerkelijke feestdagen werd veroordeeld als heidens en paaps. Kerstmis werd een vastendag. Volksvermaken werden nu uitdrukkelijk verboden. Er mocht niet gefeest worden op kerkelijke feestdagen. Er kwam een verbod op toneel. De major-generals keerden zich ook tegen dronkenschap, pubs, gokhuizen, bordelen, overspel, ontucht, vloeken en blasfemie. Het hoogste doel bleef van het Gemenebest een vrome natie maken. Dit beleid maakte zich niet populair bij de bevolking. Het vervreemdde ook de adel en de gentry, de traditionele plaatselijke machthebbers, van zich. 
De major-generals hadden het privilege om willekeurige belastingen te heffen om hun regime overeind te houden, maar dat volstond niet om de kosten te betalen. In de overgang van mei naar juni 1656 kwamen alle major-generals naar Londen om te discussiëren met de Lord Protector en de Staatsraad over wat gedaan moest worden aan de financiële crisis. Het was met tegenzin dat Cromwell toegaf aan diegenen die pleitten voor een terugkeer van het parlement. Na minder dan een jaar werd de beëindiging van het experiment van de major-generals al ingezet. De major-generals bleven nog een paar maanden aangesteld. Later keek Cromwell terug naar de excellente diensten die de major-generals verricht hadden. Volgens hem waren ze heel succesvol geweest in het hervormen van de manieren, het vestigen van de godsdienst en het ontmoedigen van de zonde. Dit oordeel wordt niet ondersteund door historisch onderzoek.

### Tweede Protectorate Parliament
Op 17 september 1656 kwam het Tweede Protectorate Parliament samen. De Staatsraad sloot meteen meer dan honderd verkozen leden uit voor immoraliteit en criminaliteit. De voornaamste eis van Cromwell was dat het parlement hem moest voorzien in subsidies. In het begin was het parlement meewerkend en productief. Het duurde niet lang voordat het parlement zijn strijd tegen het leger en de militaire grondwet Instrument of Government hervatte. De religieuze strekkingen stonden vijandig tegenover elkaar.  
Op 23 februari 1657 stelde parlementslid Christopher Packe tijdens een zitting de nieuwe grondwet Humble Petition and Advice voor aan Cromwell. Het voorstel was voorbereid door koningsgezinde parlementsleden. Cromwell stond niet onwillig tegenover het verlaten van het Instrument of Government in het voordeel van een parlementaire grondwet. De Humble Petition and Advice vroeg Cromwell formeel om de kroon op te nemen. Het zou een beperkte monarchie worden met adviseurs en staatsofficieren. Het parlement zou verkozen worden voor drie jaar, de belastingen goedkeuren en het leger zou verminderd worden. Elk parlementslid moest een eed van trouw zweren aan de Lord Protector. Cromwell twijfelde of hij het koningschap wel zou aanvaarden en moest een paar maanden nadenken over welke wijzigingen hij aan de Petition wilde aanbrengen.
Op 11 maart 1657 ging het Other House van start. Het Other House maakte deel uit van de onderhandelingen over de Humble Petition and Advise. Cromwell was niet gelukkig geweest met de afhandeling van de Zaak-Naylor. De quaker James Naylor had zich voorgedaan als Jezus Christus bij zijn intocht in Bristol. Het parlement vond dat blasfemie en veroordeelde hem tot lijfstraffen. Cromwell wilde zo’n verdicten voorkomen door een tweede kamer in te stellen die de Commons controleerde en een vetorecht had. Het Other House kon tot zeventig leden verenigen die genomineerd werden door de Protector en zijn Staatsraad. Ongeveer vijftig getrouwen van Cromwell verhuisden van de Commons naar het Other House. Dat moest een bescherming vormen voor Cromwells zielsverwanten tegen de religieuze orthodoxie van de Commons. Het gevolg was wel dat de positie van Cromwell zwakker werd in de Commons. De weerstand van de Commons werd nog harder. 
Cromwell hakte op 8 mei 1657 de knoop door: hij weigerde het koningschap. Op 25 mei 1657 bekrachtigde Cromwell een gewijzigde Humble Petition and Advice. De causule van het koningschap werd eruit gehaald. Cromwell behield zijn titel van Lord Protector. De titel was niet erfelijk, maar de Protector mocht wel zijn opvolger aanduiden. Op 26 juni 1657 werd Cromwell voor de tweede keer geïnstalleerd als Lord Protector. De herinstallatie had de pracht en praal van een koninklijke kroning: een kroningsstoel, een mantel van paars fluweel afgelijnd met hermelijn, het zwaard der rechtvaardigheid en een scepter. Alleen de kroon en de bol ontbraken. 
In de Commons bleven MPs het militaire regime en het tweekamersysteem van de nieuwe grondwet aanvallen. De sfeer was vijandig. Het Tweede Protectorate Parliament eindigde op 4 februari 1658 met een voorbeeld van Cromwells onstuimigheid. Na een woedende speech ontbond hij zijn laatste parlement. Het moralistische programma van Cromwell verklaarde waarom hij niet tot een stabiele oplossing kwam met de parlementsleden. Na de ontbinding van het parlement was er een breuk met militaire kameraden die met hem gevochten hadden sinds het begin van de Engelse Burgeroorlog. Op het einde van zijn leven had hij nog weinig medestanders over. Hij bleef achter als een gebroken man. Op 3 september 1658 stierf Oliver Cromwell een natuurlijke dood, nadat hij al veel jaren aan gezondheidsproblemen geleden had.

### Derde Protectorate Parliament
Oliver Cromwell had verklaard dat zijn zoon Richard Cromwell hem zou opvolgen. Richard had nooit gediend in het New Model Army en had geen gezag over de generaals. Het leger had twijfels over zijn positie, omdat hij geen militaire ervaring had. Op 27 januari 1659 begon het Derde Protectorate Parliament. Het enige wapenfeit van het Derde Protectorate Parliament was dat het Richard Cromwell dezelfde dag bevestigde als Lord Protector. In het parlement stonden de facties met getrokken messen tegenover mekaar. De enen wilden verder gaan onder de huidige grondwet, de anderen wilden het Rump Parliament weer samenroepen. De parlementsgezinden hadden geen respect voor het leger en wilden een aantal figuren van het leger berechten. Het werd duidelijk dat Richard Cromwell geen autoriteit had over het leger en de facties van het parlement. Hij kon de rivaliteit tussen leger en parlement niet aan. Het leger dwong Richard Cromwell om het parlement op 22 april 1659 te ontbinden. Hij bezweek onder de dreiging van het leger. Op 24 mei 1659 bood Richard Cromwell zijn ontslagbrief aan en trok zich terug uit de politiek. Nu bleek hoe smal de basis van het Protectoraat geweest was.

## Restauratie van Huis Stuart
Na het einde van het Protectoraat bleef het Engelse Gemenebest verdeeld tussen twee kampen. De parlementaristen gaven de hoogste autoriteit aan het parlement; het New Model Army wilde Engeland besturen vanuit militaire kringen. Op 7 mei 1659 werd het Rump Parliament teruggeroepen door het leger. Het parlement gaf een verklaring waarbij het een gemenebest zonder koning, enkele persoon of Hogerhuis vestigde. Koning en Hogerhuis waren al langer afgeschaft, maar met de toevoeging van ‘enkele persoon’ gaf het parlement aan dat ze het Protectoraat niet voor herhaling vatbaar achtten. Het Rump Parliament wilde verder gaan met het Gemenebest en de inbreng van het leger verminderen, maar het leger liet zich gelden. Op 26 oktober 1659 stelde het New Model Army een Veiligheidscomité samen dat het Gemenebest zou besturen onder het commando van de generaals Charles Fleetwood en John Lambert. Er ontstond een grote politieke verwarring. De ironie wil dat het uitgerekend het leger was dat een einde maakte aan het door het leger gevestigde Gemenebest. 
George Monck, generaal van Schotland, zag de anarchie niet graag gebeuren, wilde de stabiliteit van de natie bewaren en had al langer plannen om op te rukken naar Londen. Monck verklaarde het gezag van het parlement overeind te willen houden. Op 26 december 1659 benoemde het Rump Parliament hem tot opperbevelhebber van Engeland en Schotland. Op 2 januari 1660 stak George Monck de grens van Schotland over en marcheerde zuidwaarts naar Londen. Het was geweten dat hij de monarchie wilde herstellen. Generaal John Lambert wilde het opnemen tegen Monck, maar heel zijn leger deserteerde. Andere legers van het New Model Army vielen uiteen en boden geen verzet. Dit was het einde van het New Model Army. In februari 1660 trok Monck Londen binnen. De macht lag in zijn handen zonder het minste gevecht. Op 21 februari 1660 liet Monck alle uitgesloten leden van het Long Parliament opnieuw toe tot de parlementaire vergadering. Hij riep het Long Parliament weer bijeen onder de voorwaarde dat het zichzelf ontbond en nieuwe verkiezingen uitschreef. De parlementsleden zagen geen andere uitweg uit de chaos dan de terugkeer van Karel van het Huis Stuart. Op 16 maart 1660 ontbond het Long Parliament zichzelf. 

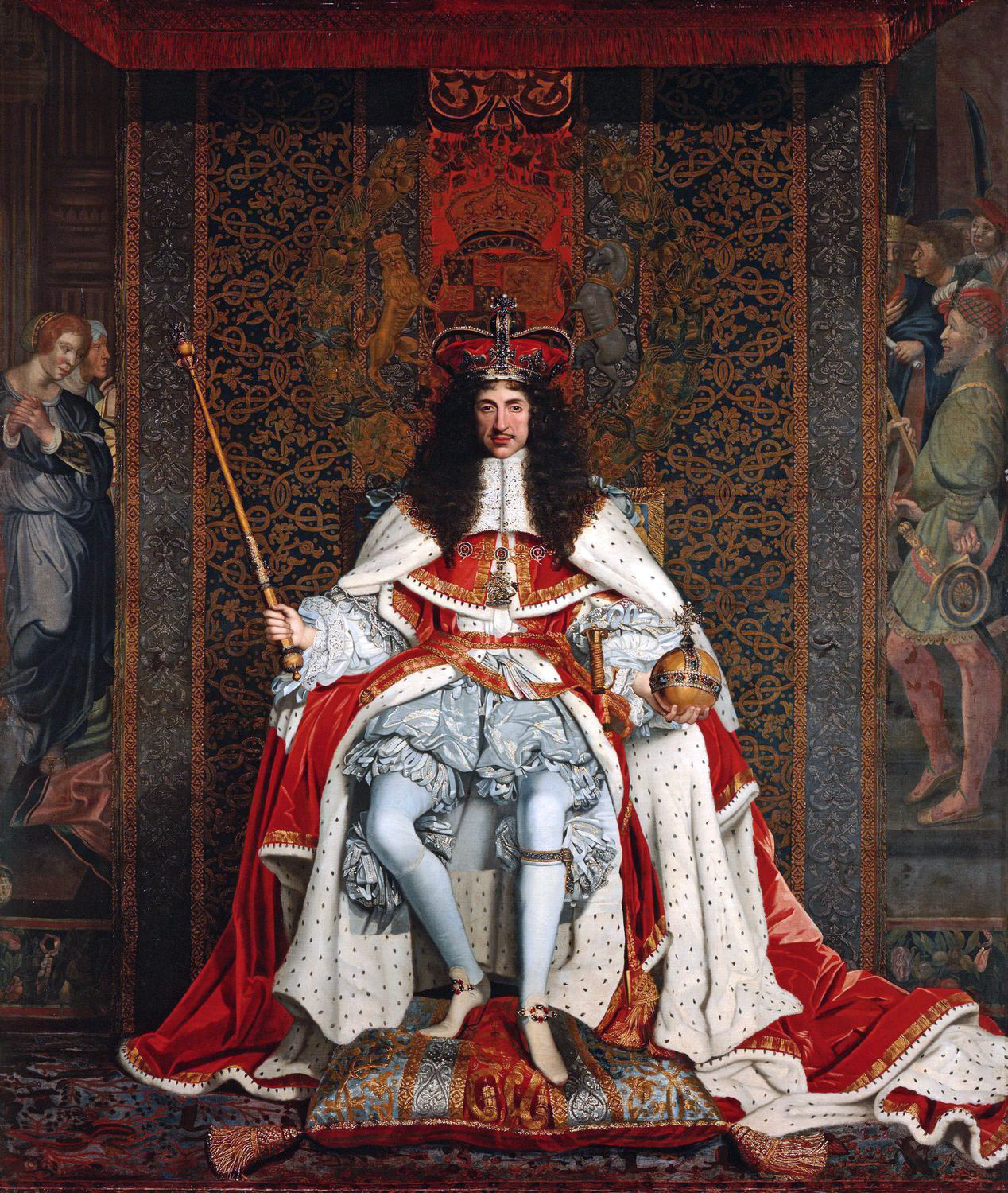
Karel II werd gekroond op 23 april 1661

Op 4 april 1660 stelde Karel Stuart de Verklaring van Breda voor. Hij beloofde een algemeen pardon voor de misdaden die begaan waren tijdens de Engelse Burgeroorlog en het Engelse Gemenebest, voor wie hem erkende als wettelijke koning. Het zou zijn terugkeer vergemakkelijken. Nadat het Convention Parliament zich instelde op 25 april 1660, verliepen de zaken snel. Er werden veel leden met een koningsgezinde overtuiging verkozen. Op 1 mei 1660 stelden de Lords dat het regeren moest gebeuren door koning, Lords en Commons. De ambities van zowel parlementaristen als militairen waren verslagen. Het Gemenebest kwam tot een einde. Op 8 mei 1660 verklaarde het Convention Parliament dat koning Karel II de wettelijke monarch was sinds de dood van zijn vader Karel I. Karel II werd gevraagd dat hij terug zou komen en de regering van het koninkrijk in handen nemen. Hij verliet Nederland, landde in Dover op 25 mei 1660 en kwam aan in Londen op 29 mei 1660. Op 23 april 1661 werd hij formeel gekroond tot Karel II van Engeland. De Restauratie was verlopen zonder wanordelijkheden. De repressie van de koningsmoordenaars en revolutionairen werd met relatieve gematigdheid doorgevoerd.
De Restauratie was geen eenvoudige terugkeer. De monarchie, het Hogerhuis en de anglicaanse staatskerk met haar bisschoppelijke hiërarchie werden inderdaad hersteld. Het parlement kwam echter versterkt uit de strijd. Het verplichtte de koning om het anglicanisme op te leggen aan de natie. Het gaf de koning een jaarlijkse dotatie. Het was onmogelijk voor de koning om geld te vorderen van zijn onderdanen of om iemand te arresteren. Het verbod op alle vormen van buitenparlementaire rechten bleef na de Restauratie van kracht. De oude feodale rechten van de Kroon werden afgeschaft. De prerogatieve rechtbanken verdwenen voorgoed.

## Nabeschouwing
Het Engelse Gemenebest draaide snel rond de puriteinse godsdienstfanaticus Oliver Cromwell. Cromwell was overtuigd dat zijn roeping van God kwam en dat hij een uitverkorene van God was. Hij ijverde voor een goddelijke reformatie. Cromwell gaf nooit een duidelijke en specifieke definitie over wat hij daaronder verstond. Hij bleef bij vage referenties naar zijn doel: een innerlijke reformatie, een reformatie van manieren, een campagne tegen individuele zondigheid… Hij kwam niet verder dan een aantal religieuze voorschriften. Cromwell liet de verscheidenheid van puriteinen, independentisten, presbyterianen en baptisten toe. Hij liet zich meeslepen door de Fifth Monarchists naar een Assembly of Saints; hij was niet tevreden met de veroordeling van de quaker James Naylor. Cromwell gaf veel godsdienstvrijheid aan protestantse strekkingen. De verdraagzaamheid werd niet uitgebreid naar ‘Popery and Prelacy’. Cromwell wierp zijn toorn over pausen, prelaten, maar ook bisschoppen. In zijn regime was er geen plaats voor anglicanen en katholieken. De parlementaire vijandigheid tegenover godsdienstige vrijheid was bijgevolg sterk. Zij achtten godsdienstvrijheid een bedreiging voor de sociale en politieke orde. Cromwell had problemen met mensen buiten zijn beweging, maar ook met mensen binnen zijn beweging. Het puritanisme kreeg de schuld van de geestelijke dwang van het Protectoraat. Het puritanisme raakte in diskrediet. 
Cromwell was geen echte politicus. Met de executie van de koning, de afschaffing van het Hogerhuis en de ontmanteling van de staatskerk was de traditionele staatsinrichting feitelijk verdwenen. Het is hem niet gelukt een duurzaam alternatief te vinden. Hij slaagde er niet in zijn militair bewind in constitutionele vormen te leiden die een consensus van de bevolking genoten. Wazig bleef daarbij wat er dan wel in de plaats moest komen. De politiek was een los kader van staatscontrole waarbinnen individuen God konden vinden voor zichzelf. Cromwell wilde met parlementen werken om legitimiteit aan zijn bewind te geven, maar ze moesten wel zijn programma uitvoeren. De uitspraak die het meest zijn oordeel over politiek blootlegt, is “forms of government are dross and dung in comparison of Christ” (bestuursvormen zijn schuim en mest in vergelijking met Christus). Cromwell vond staatsvormen en wetten weinig relevant. Het Gemenebest belandde in het vacuüm van het persoonlijk bewind zonder legitimiteit of consensus.